# 莫斯卡尔
莫斯卡尔是白俄罗斯、乌克兰和波兰等國對12至15世纪居住在莫斯科大公国境內的居民的稱呼，不過該稱呼從18世纪末至19世纪初開始變得偏向貶義。

## 備註
1. ↑    - 烏克蘭語：，羅馬化：moskal
  - 白俄羅斯語：，羅馬化：maskal
  - 波蘭語：
  - 羅馬尼亞語：
  - 匈牙利語：
  - 立陶宛語：